# Spojené loďstvo
Spojené loďstvo (japonsky 連合艦隊 Rengó Kantai) byla hlavní složka japonského císařského námořnictva pro působení na širém moři, obdobně jako německé Širokomořské loďstvo v Kaiserliche Marine. Před druhou světovou válkou se většinou nejednalo o stálé loďstvo. V době míru spadaly jednotlivé jednotky císařského námořnictva pod různá velení, ale v době konfliktu nebo kvůli námořním cvičením se dočasně zformovaly do jedné síly s jedním velením – do Spojeného loďstva. Kromě období probíhajících cvičení bylo Spojené loďstvo aktivní zejména během první čínsko–japonské války, rusko–japonské války a pak nastálo od roku 1933 až do konce druhé světové války.
Spojenému loďstvu velel vrchní velitel Spojeného loďstva (連合艦隊司令長官 rengó kantai šireičókan), pod kterého spadal štáb Spojeného loďstva v čele s náčelníkem štábu (連合艦隊参謀長 rengó kantai sambóčó). V roce 1903 – tedy těsně před rusko–japonskou válkou – podléhal vrchní velitel (a tudíž i celé Spojené loďstvo) přímo císaři. V roce 1941 podléhal vrchní velitel Spojeného loďstva císařskému generálnímu štábu (大本営 daihonei), konkrétně jeho námořní polovině tvořené zástupci námořního generálního štábu (軍令部 ~ gunreibu).
U japonských jmen je rodné jméno uváděno na prvním místě a rodové jméno na druhém
Při přepisu japonštiny byla použita česká transkripce

## Historie

### Počátky: První čínsko-japonská válka (1894–1895)

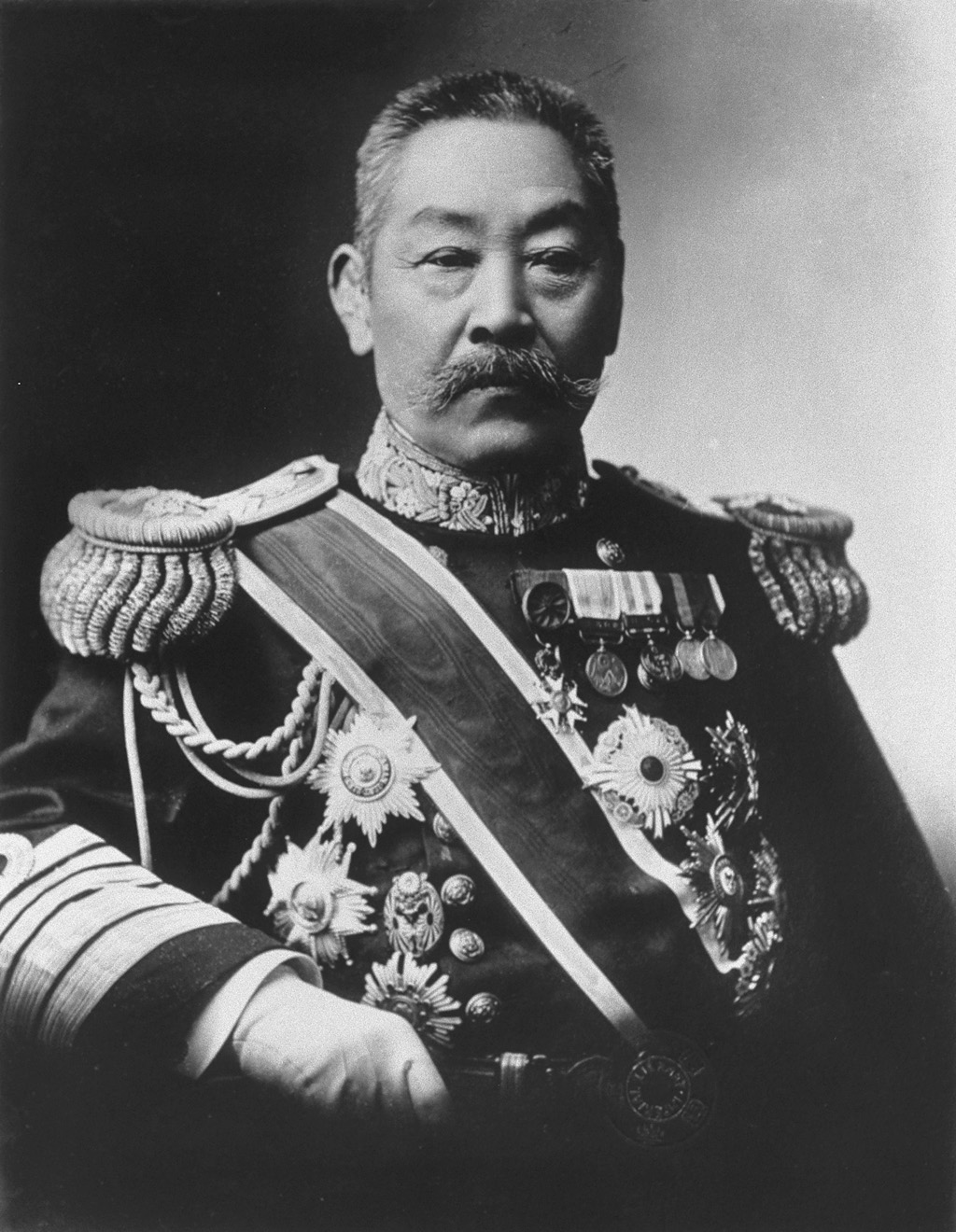
Sukejuki Itoh již jako hakušaku (伯爵 ~ hrabě) a taišó (大将 ~ admirál)

Spojené loďstvo poprvé vzniklo 19. července 1894 spojením Džóbi kantai (常備艦隊 ~ stálé loďstvo) a Saikai kantai (西海艦隊 ~ západní loďstvo). Džóbi kantai, která vznikla roku 1889, obsahovala nejmodernější a bojeschopné lodě. Saikai kantai vznikla téhož dne přejmenováním Keibi kantai (警備艦隊 ~ strážní loďstvo), která byla zformována 13. července téhož roku (Evans & Peattie klade vznik Saikai kantai už do roku 1893) a byla druhým japonským loďstvem s prvoliniovými jednotkami. Po svém založení těsně před první čínsko-japonskou válkou disponovalo Spojené loďstvo celkem deseti prvoliniovými jednotkami.
Prvním velitelem Spojeného loďstva se již 18. července 1894 stal dosavadní vrchní velitel Stálého loďstva čúdžó (中将 ~ viceadmirál) Sukejuki Itoh. Ten vedl Spojené loďstvo i během první čínsko-japonské války a po jejím ukončení ho vystřídal čúdžó Šinanodžó Ariči. Dne 16. listopadu 1895 bylo Spojené loďstvo rozpuštěno.

### Reinkarnace: Rusko-japonská válka (1904–1905)

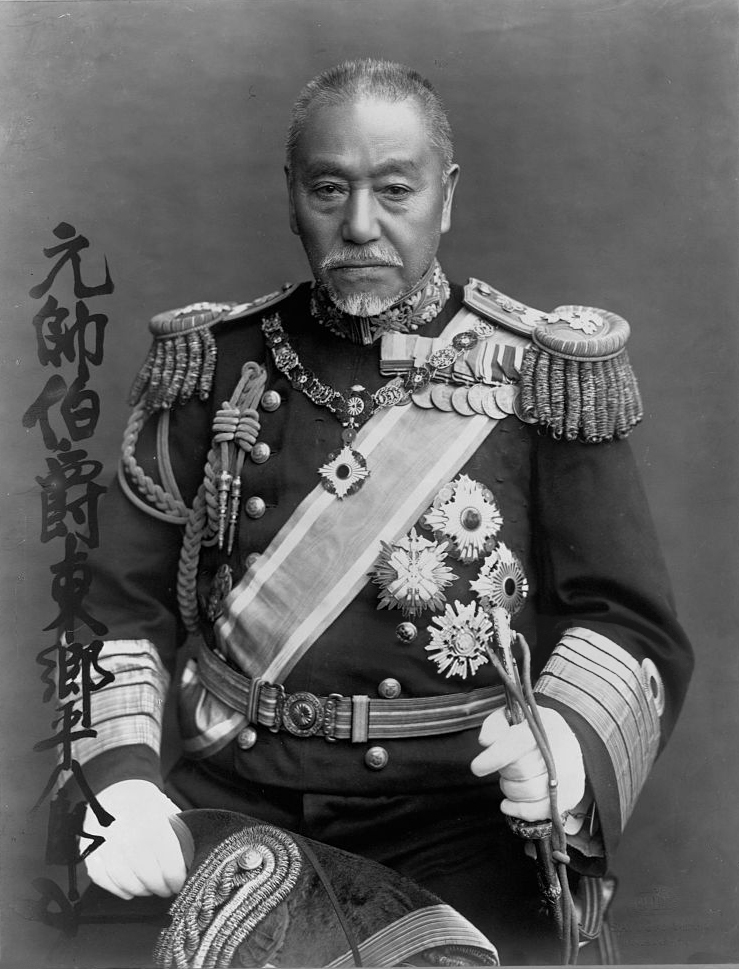
„Nelson východu“: Heihačiró Tógó

Znovu bylo Spojené loďstvo zformováno o osm let později v roce 1903, když zhoršující se vztahy s carským Ruskem předznamenávaly nový konflikt. Dne 28. prosince 1903 bylo Stálé loďstvo deaktivováno a místo něj opět vzniklo Spojené loďstvo. Téhož dne se velení ujal dosavadní velitel námořního arsenálu Maizuru čúdžó Heihačiró Tógó. Spojené loďstvo se skládalo ze dvou loďstev (艦隊 ~ kantai):
- 1. kantai pod osobním Tógóovým velením[9] obsahovala všech šest japonských bitevních lodí a čtyři chráněné křižníky ve dvou divizích (戦隊 sentai) označovaných lichými číslicemi:[7]
  - 1. sentai: bitevní lodě Mikasa, Asahi, Fudži, Jašima, Šikišima, Hacuse a avízo Mijako
  - 3. sentai: chráněné křižníky Čitose, Takasago, Kasagi a Jošino
- 2. kantai velel čúdžó Hikonodžó Kamimura[10] a skládala se ze čtyř pancéřových křižníků a čtyř většinou starých chráněných křižníků ve dvou divizích označovaných sudými číslicemi:[7]
  - 2. sentai: pancéřové křižníky Izumo, Azuma, Asama, Jakumo, Tokiwa, Iwate a avizo Čihaja
  - 4. sentai: Naniwa, Takačiho, Akaši a Niitaka

Mimo Spojené loďstvo pak existovala ještě 3. kantai, které velel čúdžó Šičiró Kataoka a která se skládala převážně z menších a starších plavidel ve třech divizích (5., 6. a 7.).
Takto organizované Spojené loďstvo se pod Tógóovým vedením úspěšně zúčastnilo rusko-japonské války, po jejímž ukončení bylo 20. prosince 1905 opět rozpuštěno. Přesto že bylo rozpuštěno, model organizace Spojeného loďstva do dvou hlavních kantai nebyl zapomenut a využíval se až do konce druhé světové války.
Hlavním plánovačem Spojeného loďstva, který navrhl plány všech významných námořních operací během rusko-japonské války, byl Sanejuki Akijama.

### Meziválečné období
Po rusko-japonské válce Spojené loďstvo vznikalo a zanikalo vždy pouze na pár měsíců v roce kvůli cvičení nebo přehlídkám. Poprvé se tak stalo v roce 1908, poté až roku 1915 a pak již každoročně. Teprve v roce 1933 bylo – v souvislosti se vzrůstajícím mezinárodním napětím a hlavně kvůli možnosti konfliktu s USA – Spojené loďstvo opět obnoveno jako stálá složka císařského námořnictva.

### Druhá světová válka

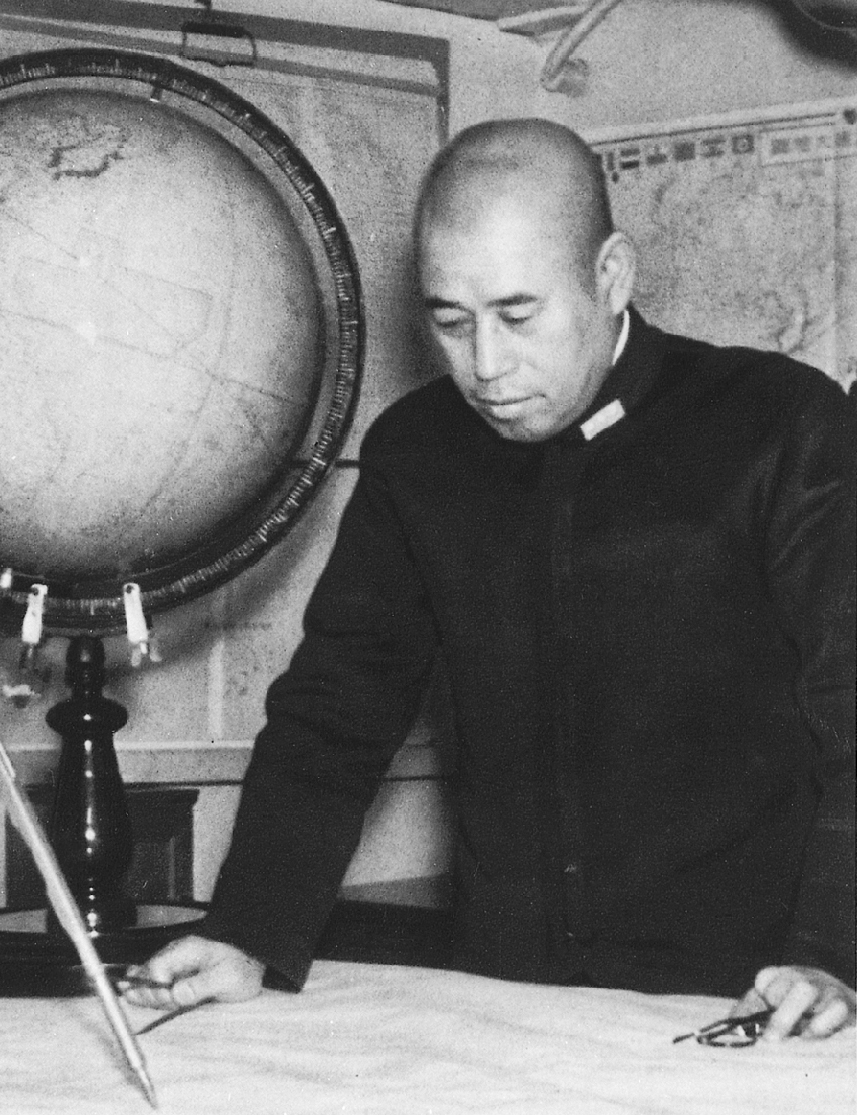
Isoroku Jamamoto

Za druhé světové války velel Spojenému loďstvu až do své smrti taišó (大将 ~ admirál) Isoroku Jamamoto. Hlavní údernou sílu představovaly 1. a 2. kantai, zatímco 3. kantai představovala spíše směsici pomocných plavidel (hlídková a výcviková plavidla, ale i nosiče hydroplánů). Byla též zřízena oblastní loďstva (方面艦隊 hómen kantai) pro operace v jednotlivých částech nově dobytého japonského impéria. Po bitvě u Midway došlo 14. července 1942 k velké pomidwayské reorganizaci loďstva. Během ní se ze 3. kantai stala katai letadlových lodí.
Dne 18. dubna 1943 byl Jamamoto sestřelen a zabit Američany a ve funkci vrchního velitele Spojeného loďstva ho nahradil taišó Mineiči Koga. Koga zahynul při leteckém neštěstí 31. března 1944 a nahradil ho taišó Soemu Tojoda.
Nikdo z velitelů Spojeného loďstva ale nedokázal zastavit postup Spojenců – zejména Američanů – v Pacifiku. Spojené loďstvo postupně vykrvácelo jak po stránce materiální, tak v případě vycvičeného personálu. Loďstvo zužoval nedostatek paliva v Japonsku, ponorky a vzdušná a technická převaha nepřítele. Poslední tři Tojodovy pokusy o zvrácení výsledku války – bitva ve Filipínském moři, bitva u Leyte a operace Ten-gó – skončily téměř úplnou destrukcí císařského námořnictva a Spojeného loďstva jakožto akceschopné formace.
Dne 29. května 1945 se velení zbytků Spojeného loďstva ujal čúdžó Džisaburó Ozawa. Po japonské kapitulaci bylo Spojené loďstvo 10. října 1945 rozpuštěno.

## Velitelé Spojeného loďstva
Vrchní velitelé Spojeného loďstva podle Nišidy:
| #  | Hodnost                             | Jméno            | Od                 | Do                 |
| -- | ----------------------------------- | ---------------- | ------------------ | ------------------ |
| 1  | čúdžó                               | Sukejuki Itoh    | 18. července 1894  | 11. května 1895    |
| 2  | čúdžó                               | Šinanodžó Ariči  | 11. května 1895    | 16. listopadu 1895 |
| 3  | čúdžó (od 6. června 1904 taišó)     | Heihačiró Tógó   | 28. prosince 1903  | 20. prosince 1905  |
| 4  | čúdžó                               | Goró Idžuin      | 8. října 1908      | 20. listopadu 1908 |
| 5  | čúdžó                               | Motaro Jošimacu  | 1. listopadu 1915  | 13. prosince 1915  |
| 6  | čúdžó                               | Motaro Jošimacu  | 1. září 1916       | 14. října 1916     |
| 7  | taišó                               | Motaro Jošimacu  | 1. října 1917      | 22. října 1917     |
| 8  | taišó                               | Gentaró Jamašita | 1. září 1918       | 15. října 1918     |
| 9  | taišó                               | Gentaró Jamašita | 1. června 1919     | 28. října 1919     |
| 10 | taišó                               | Tanin Jamaja     | 1. května 1920     | 24. srpna 1920     |
| 11 | taišó                               | Sodžiro Točinai  | 24. srpna 1920     | 31. října 1920     |
| 12 | taišó                               | Sodžiro Točinai  | 1. května 1921     | 31. října 1921     |
| 13 | čúdžó (od 3. srpna 1923 taišó)      | Isamu Takešita   | 1. prosince 1922   | 27. ledna 1924     |
| 14 | taišó                               | Kantaró Suzuki   | 27. ledna 1924     | 1. prosince 1924   |
| 15 | taišó                               | Keisuke Okada    | 1. prosince 1924   | 10. prosince 1926  |
| 16 | čúdžó (od 1. dubna 1927 taišó)      | Hiroharu Kato    | 10. prosince 1926  | 10. prosince 1928  |
| 17 | taišó                               | Naomi Taniguči   | 10. prosince 1928  | 11. listopadu 1929 |
| 18 | čúdžó (od 1. dubna 1931 taišó)      | Eisuke Jamamoto  | 11. listopadu 1929 | 1. prosince 1931   |
| 19 | čúdžó (od 30. března 1933 taišó)    | Seizo Kobajaši   | 1. prosince 1931   | 15. listopadu 1933 |
| 20 | čúdžó (od 30. března 1934 taišó)    | Nobumasa Suecugu | 15. listopadu 1933 | 15. listopadu 1934 |
| 21 | čúdžó (od 1. dubna 1936 taišó)      | Sankiči Takahaši | 15. listopadu 1934 | 1. prosince 1936   |
| 22 | čúdžó                               | Micumasa Jonai   | 1. prosince 1936   | 2. února 1937      |
| 23 | taišó                               | Osami Nagano     | 2. února 1937      | 1. prosince 1937   |
| 24 | čúdžó                               | Zengo Jošida     | 1. prosince 1937   | 30. srpna 1939     |
| 25 | čúdžó (od 15. listopadu 1940 taišó) | Isoroku Jamamoto | 30. srpna 1939     | 18. dubna 1943 †   |
| 26 | taišó                               | Mineiči Koga     | 21. května 1943    | 31. března 1944 †  |
| 27 | taišó                               | Soemu Tojoda     | 3. května 1944     | 29. května 1945    |
| 28 | čúdžó                               | Džisaburó Ozawa  | 29. května 1945    | 10. října 1945     |

## Vlajkové lodě Spojeného loďstva

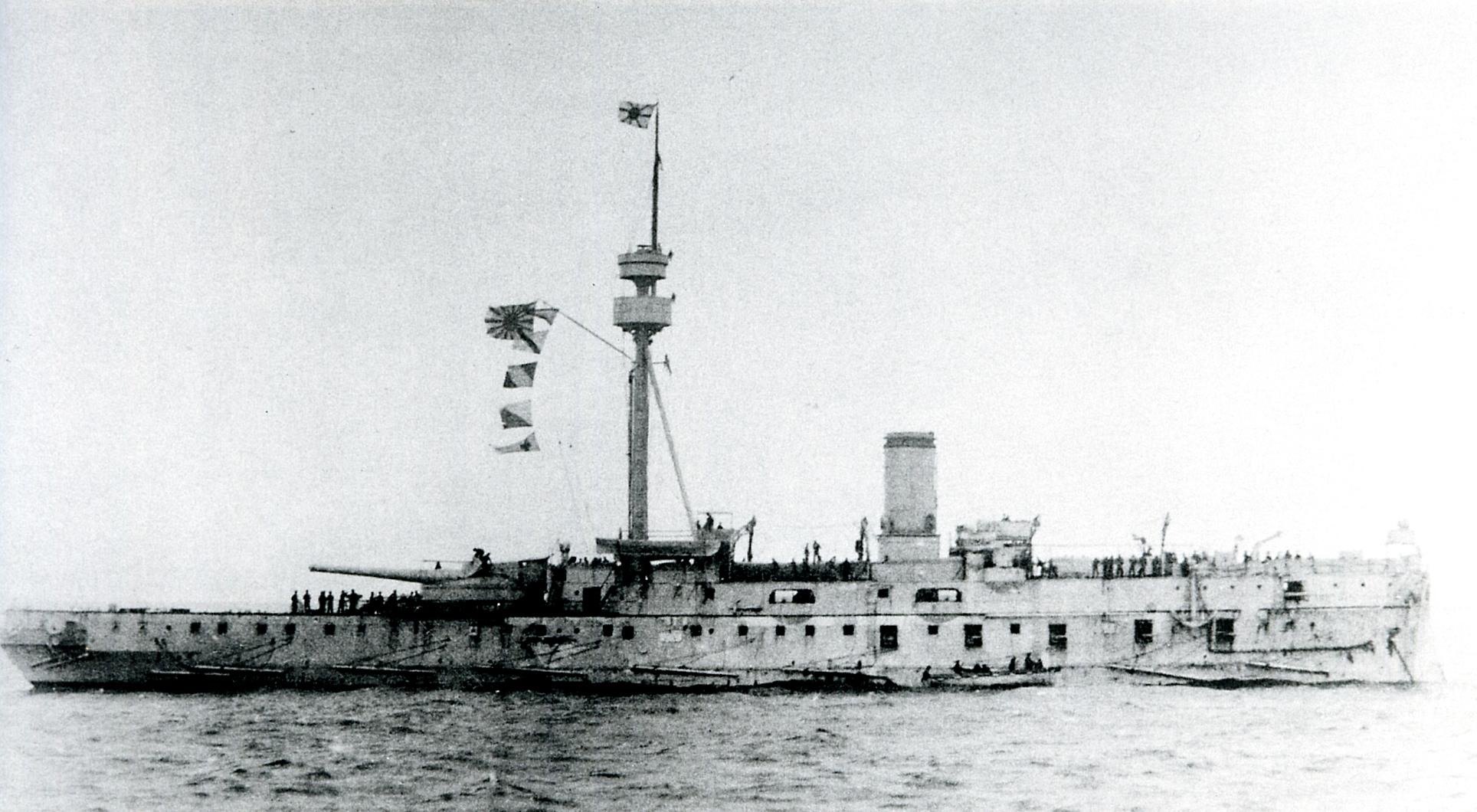
Pohled na pravobok chráněného křižníku Macušima – vlajkové lodě Spojeného loďstva během první čínsko–japonské války. Na vrcholu stožáru vlaje admirálská standarta

Vlajkovými loděmi velitelů Spojeného loďstva byly – v dobách existence Spojeného loďstva – tyto lodě:
1. chráněný křižník Macušima
2. bitevní loď Mikasa
3. bitevní loď Šikišima
4. bitevní loď Asahi
5. bitevní loď Kongó – vlajkovou lodí od 1. prosince 1931, 11. května 1933 a od 3. října 1933[15]
6. bitevní loď Jamaširo – vlajkovou lodí se stala po ukončení modernizace 30. března 1935[16]
7. bitevní loď Nagato – vlajkovou lodí od 1. prosince 1925 a pak od 15. prosince 1938[17]
8. bitevní loď Jamato – vlajkovou lodí od 12. února 1942[18]
9. bitevní loď Musaši – vlajkovou lodí od 11. února 1943 do 28. března 1944, kdy se Koga na Palau rozhodl přenést vlajku na břeh a následně do Davao, ale při přesunu zahynul.[19]
10. lehký křižník Ójodo – vlajkovou lodí od 30. dubna 1944 do 29. září 1944[20][21]

Dne 29. září 1944 se velení Spojeného loďstva přesunulo z Ójodo do podzemního velitelství v areálu univerzity Keio ve čtvrti Hijošidai na předměstí Tokia, kde zůstalo až do konce války.